# Верхний Карабут
Верхний Карабут — село в Подгоренском районе Воронежской области. Входит в состав в составе Белогорьевского сельского поселения.

## География
Расположено оно в нескольких балках на правом берегу Дона. Высота над уровнем моря 150 м.

## Население
| 1859 | 1897  | 2010 |
| ---- | ----- | ---- |
| 816  | ↗1229 | ↘289 |

## История
В справочнике о населенных местах Воронежской губернии за 1900 год указано, что слобода Верхний Карабут, входившая в Острогожский уезд Воронежской губернии, имела 208 дворов, 1377 человек населения, из них: 688 мужчин и 689 женщин, 2585 десятин надельной земли. Имелась одна церковь, два общественных здания, одна церковно-приходская школа, одна мелочная лавка, одна винная лавка. В 1906 году имелось: 228 дворов, 1 церковно-приходская школа, в ней обучалось 37 детей-24 мальчика и 13 девочек. Население к 1 января 1905 года в слободе насчитывалось 1413 человек. В 1928 году была организована Центрально-Чернозёмная область, слобода Верхний Карабут по новому административно-территориальному делению входила в Павловский район ЦЧО.
В селе родился Герой Советского Союза Василий Кирьяков.
В селе действовала средняя школа, закрыта в 2012 году.